# Bugarska akademija znanosti
Bugarska akademija znanosti (bugarski: Българска академия на науките, Balgarska akademiya na naukite, kraće i BAN) najviša je znanstvena ustanova i krovna znanstvena institucija u Bugarskoj. Sjedište Akademije nalazi se u Sofiji. Potpuno je neovisna u donošenju svojih odluka te primanju novih članova u redove akademika. Bugarska akademija znanosti kroz škole, znanstvene ustanove, medije, skupove, znanstvene i stručne radove promiče znanost i potiče njezin razvoj u Bugarskoj okupljajući sve znanstvenike na jednom mjestu. Izdaje rječnike, enciklopedije, knjige i svoj časopis preko vlastite izdavačke kuće.
Preteča Akademije bilo je Bugarsko književno društvo osnovano u rumunjskom gradu Brăili 26. rujna 1869. Sljedeće godine, društvo je počelo izdavati svoj vlastiti časopis »Periodičke novine«, a 1871. za prvog predsjednika izabran je prevoditelj Gavril Kratsevič. Zgrada Akademije izgrađena je 1892. godine prema nacrtima arhitekta Hermanna Mayera, a 1920. proširena je zbog nedostatka prostora. Društvo je ime u Bugarska akademija znanosti promijenilo 1911., a prvi predsjednik Akademije bio je Ivan Gešov. Rad Akademije financira se iz državnog proračuna, za što se godišnje izdvoji oko milijun eura.

## Znanstvene grane
Akademije svoje znanstveno djelovanje ostvaruje i promiče u 9 znanstvenih grana:
- matematika,
- psihologija,
- kemija,
- biologija,
- zemljopis,
- inženjerstvo,
- humanističke znanosti
- društvene znanosti,
- povijest i pomoćne znanosti.

Akademija ima i vlastiti botanički vrt, studentski i znanstveni kampus te Kompleks znanstvenih ustanova u središtu glavnoga grada.
Bugarska akademija znanosti ima svoje ogranke u svim većim gradovima i mjestima te ima svoje predstavništvo u Narodnom sabranju (Bugarskom saboru).

## Vanjske poveznice
- Službene stranice Bugarske akademije znanosti (engl.)